# Kristina Cook
Pour les articles homonymes, voir Cook.
Kristina Cook, aussi appelée Tina Cook, née le 31 août 1970 à Worthing est une cavalière de concours complet d'équitation.
Double médaillée de bronze aux Jeux olympiques d'été de 2008 à Pékin (en concours complet individuel et par équipe), elle est médaillée d'argent aux 2012 à Londres au concours complet par équipes.